# Hockelstoren

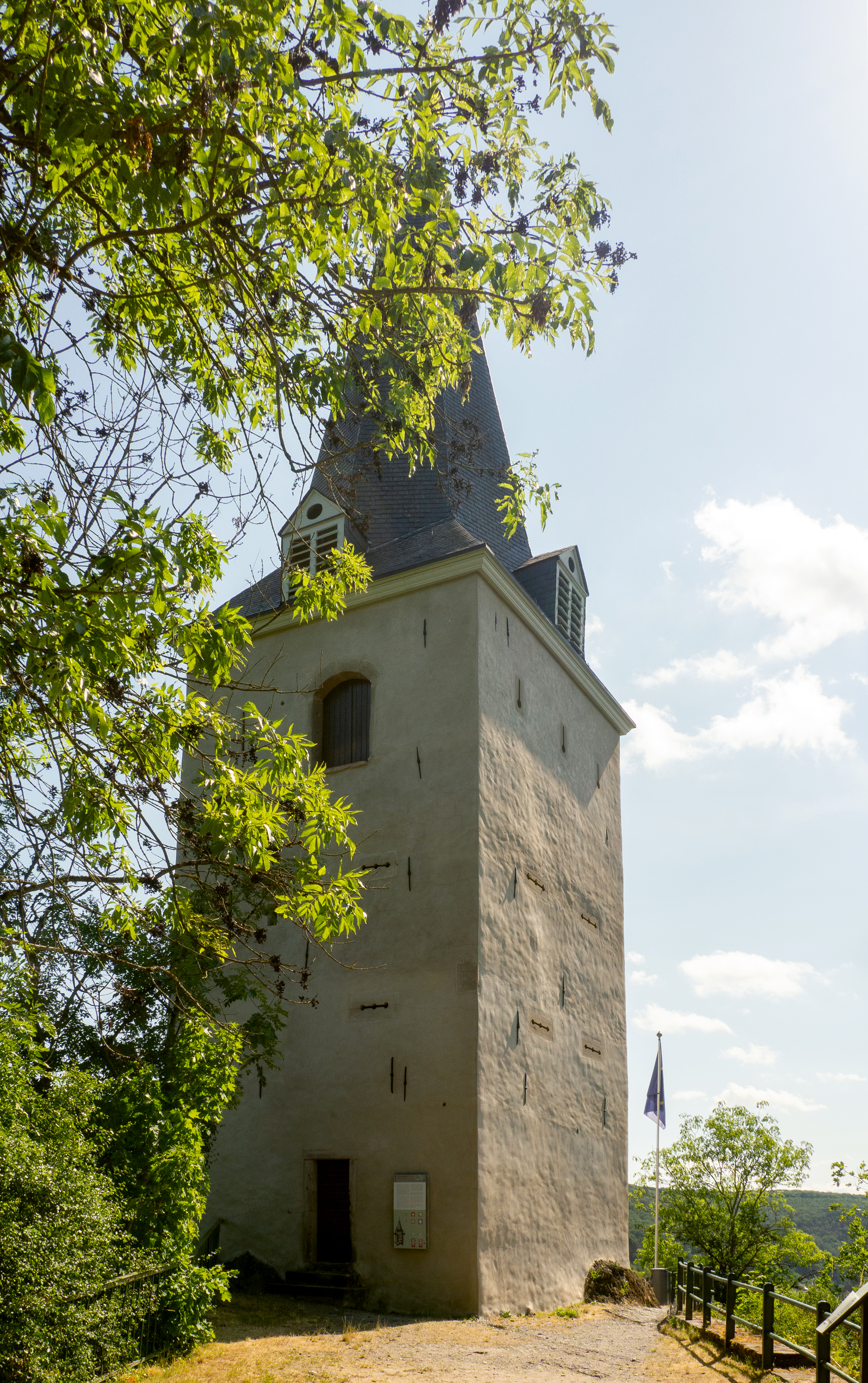
De Hockelstoren in 2023

De Hockelstoren (Letzeburgs: Hockelstuerm, Duits: Hockelsturm, Frans: Hockelstour) is een voormalige wachttoren in de Luxemburgse stad Vianden. De toren is geklassificeerd als monument.
De toren werd in 1603 gebouwd en vormde een onderdeel van de stadsommuring. Hij staat op de rechteroever van de Our, op een uitspringende rotspunt van waar men de rivier goed kon overzien. Mogelijk verving de toren een ouder bouwwerk.
De toren heeft een vierkante plattegrond en telt vier verdiepingen. Van binnen is de toren nog in min of meer originele staat. De beganegrondverdieping is overwelfd. Op de eerste verdieping was de ruimte voor het wachtpersoneel. Daar bevindt zich een schouw, zodat de ruimte verwarmd kon worden. Ook bevinden zich schietgaten in de toren. Bovenin hangen de klokken van de Trinitariërskerk, die immers zelf geen klokkentoren heeft.